# Papaoutai
Papaoutai (samentrekking van het Franse Papa où t'es, ofwel Papa, waar ben je) is een nummer en single van de Belgische singer-songwriter Stromae. In de week van 13 juli 2013 was het een Dancesmash op Radio 538. Het is tevens de megahit op Radio 3FM voor week 32 geweest.
In het lied wordt de afwezigheid van een vader bezongen, een situatie die Stromae kent uit zijn eigen leven. Hij groeide op bij zijn Belgische moeder, en had zijn Rwandese vader slechts een paar keer in zijn leven ontmoet. De vader van Stromae kwam om in 1994 tijdens de Rwandese Genocide.
Naar aanleiding van de ontvoering van Serge de lama uit een circus in Bordeaux werd het lied eind 2013 geparodieerd als Lamaoutai. 

## Tracklist
| Soort geluidsdrager | Uitgebracht | Tracks    | Duur |
| ------------------- | ----------- | --------- | ---- |
| Download            | 13-05-2013  | Papaoutai | 3:52 |

## Hitnoteringen
| Hitlijst            | Datum van binnenkomst | Hoogste positie | Aantal weken | Laatste notering |
| ------------------- | --------------------- | --------------- | ------------ | ---------------- |
| Single Top 100      | 29-06-2013            | 2               | 40           | *                |
| Nederlandse Top 40  | 13-07-2013            | 2               | 25           | 28-12-2013       |
| Vlaamse Ultratop 50 | 25-05-2013            | 3               | 37           | *                |
| Waalse Ultratop 50  | 25-05-2013            | 1               | 37           | *                |
| Duitse Top 100      | 24-08-2013            | 6               | 22           | 18-01-2014       |
| Finse Top 20        | 04-01-2014            | 4               | 4            | *                |
| Franse Top 200      | 25-05-2013            | 1               | 36           | *                |
| Oostenrijkse Top 75 | 23-08-2013            | 3               | 22           | 17-01-2014       |
| Spaanse Top 50      | 12-01-2014            | 36              | 2            | 02-06-2014       |
| Zwitserse Top 75    | 23-06-2013            | 4               | 32           | *                |

### Nederlandse Top 40
| Hitnotering: 13-07-2013 t/m 28-12-2013 | Hitnotering: 13-07-2013 t/m 28-12-2013 | Hitnotering: 13-07-2013 t/m 28-12-2013 | Hitnotering: 13-07-2013 t/m 28-12-2013 | Hitnotering: 13-07-2013 t/m 28-12-2013 | Hitnotering: 13-07-2013 t/m 28-12-2013 | Hitnotering: 13-07-2013 t/m 28-12-2013 | Hitnotering: 13-07-2013 t/m 28-12-2013 | Hitnotering: 13-07-2013 t/m 28-12-2013 | Hitnotering: 13-07-2013 t/m 28-12-2013 | Hitnotering: 13-07-2013 t/m 28-12-2013 | Hitnotering: 13-07-2013 t/m 28-12-2013 | Hitnotering: 13-07-2013 t/m 28-12-2013 | Hitnotering: 13-07-2013 t/m 28-12-2013 |
| Week:                                  | 1                                      | 2                                      | 3                                      | 4                                      | 5                                      | 6                                      | 7                                      | 8                                      | 9                                      | 10                                     | 11                                     | 12                                     | 13                                     |
| -------------------------------------- | -------------------------------------- | -------------------------------------- | -------------------------------------- | -------------------------------------- | -------------------------------------- | -------------------------------------- | -------------------------------------- | -------------------------------------- | -------------------------------------- | -------------------------------------- | -------------------------------------- | -------------------------------------- | -------------------------------------- |
| Positie:                               | 21                                     | 7                                      | 4                                      | 3                                      | 2                                      | 2                                      | 2                                      | 2                                      | 2                                      | 2                                      | 4                                      | 6                                      | 6                                      |
| Week:                                  | 14                                     | 15                                     | 16                                     | 17                                     | 18                                     | 19                                     | 20                                     | 21                                     | 22                                     | 23                                     | 24                                     | 25                                     |                                        |
| Positie:                               | 9                                      | 9                                      | 10                                     | 13                                     | 15                                     | 22                                     | 23                                     | 30                                     | 35                                     | 35                                     | 38                                     | 40                                     | uit                                    |

### NederlandseSingle Top 100
| Hitnotering: 29-06-2013 t/m | Hitnotering: 29-06-2013 t/m | Hitnotering: 29-06-2013 t/m | Hitnotering: 29-06-2013 t/m | Hitnotering: 29-06-2013 t/m | Hitnotering: 29-06-2013 t/m | Hitnotering: 29-06-2013 t/m | Hitnotering: 29-06-2013 t/m | Hitnotering: 29-06-2013 t/m | Hitnotering: 29-06-2013 t/m | Hitnotering: 29-06-2013 t/m | Hitnotering: 29-06-2013 t/m | Hitnotering: 29-06-2013 t/m | Hitnotering: 29-06-2013 t/m | Hitnotering: 29-06-2013 t/m | Hitnotering: 29-06-2013 t/m | Hitnotering: 29-06-2013 t/m | Hitnotering: 29-06-2013 t/m | Hitnotering: 29-06-2013 t/m | Hitnotering: 29-06-2013 t/m | Hitnotering: 29-06-2013 t/m |
| Week:                       | 1                           | 2                           | 3                           | 4                           | 5                           | 6                           | 7                           | 8                           | 9                           | 10                          | 11                          | 12                          | 13                          | 14                          | 15                          | 16                          | 17                          | 18                          | 19                          | 20                          |
| --------------------------- | --------------------------- | --------------------------- | --------------------------- | --------------------------- | --------------------------- | --------------------------- | --------------------------- | --------------------------- | --------------------------- | --------------------------- | --------------------------- | --------------------------- | --------------------------- | --------------------------- | --------------------------- | --------------------------- | --------------------------- | --------------------------- | --------------------------- | --------------------------- |
| Positie:                    | 73                          | 45                          | 11                          | 4                           | 4                           | 2                           | 2                           | 2                           | 3                           | 2                           | 4                           | 6                           | 8                           | 9                           | 10                          | 18                          | 9                           | 15                          | 18                          | 20                          |
| Week:                       | 21                          | 22                          | 23                          | 24                          | 25                          | 26                          | 27                          | 28                          | 29                          | 30                          | 31                          | 32                          | 33                          | 34                          | 35                          | 36                          | 37                          | 38                          | 39                          | 40                          |
| Positie:                    | 29                          | 24                          | 30                          | 24                          | 25                          | 28                          | 11                          | 12                          | 17                          | 19                          | 26                          | 29                          | 38                          | 47                          | 44                          | 49                          | 50                          | 41                          | 46                          | 57                          |
| Week:                       | 41                          | 42                          | 43                          | 44                          | 45                          | 46                          | 47                          | 48                          | 49                          | 50                          | 51                          | 52                          | 53                          | 54                          | 55                          | 56                          | 57                          | 58                          | 59                          | 60                          |
| Positie:                    | 53                          |                             |                             |                             |                             |                             |                             |                             |                             |                             |                             |                             |                             |                             |                             |                             |                             |                             |                             |                             |

### NPO Radio 2 Top 2000
| Nummer met noteringen in de NPO Radio 2 Top 2000 | '13  | '14 | '15 | '16 | '17 | '18 | '19 | '20 | '21 | '22 | '23 | '24 |
| ------------------------------------------------ | ---- | --- | --- | --- | --- | --- | --- | --- | --- | --- | --- | --- |
| Papaoutai                                        | 1470 | 191 | 314 | 488 | 517 | 476 | 536 | 521 | 410 | 318 | 500 | 494 |

1. ↑  Een vetgedrukt getal geeft de hoogste notering aan.
2. ↑  2013 was het eerste jaar met een notering voor dit nummer.